# SP-171

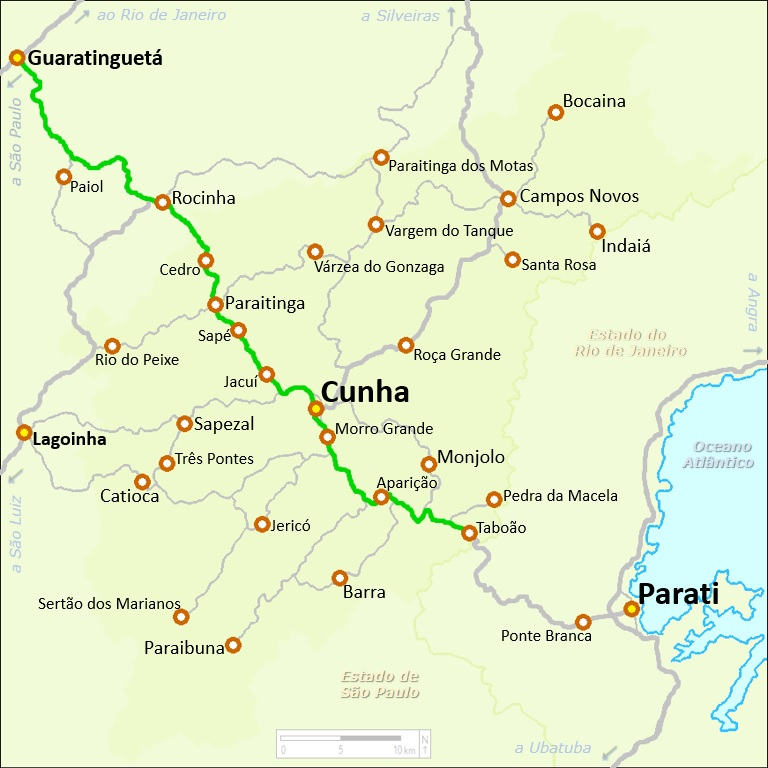
Rutt från vägen SP-171.

SP-171 är en väg i Brasilien, under jurisdiktionen av delstaten São Paulo. Den är 70 kilometer lång och förbinder Guaratingueta' centrum med kommunen Cunha, upp till gränsen till grannstaten Rio de Janeiro.